# Jozef Čapkovič
Jozef Čapkovič est né le 11 janvier 1948 à Bratislava. C'est un joueur de football tchécoslovaque ayant remporté l'Euro 1976. Il est le frère jumeau de Ján Čapkovič. En 1967, il participe à la première édition du Festival International Espoirs - Tournoi Maurice Revello. Il est nommé meilleur buteur à l'issue du tournoi.

## Formé à l'Inter Bratislava
Čapkovič intègre l'équipe première de l'Inter pour la saison 1968-1969; le club prendra une 4e place. Jozef, repéré, signe avec le Slovan Bratislava dès la saison terminée.

## Slovan Bratislava
Il commence sous des nouvelles couleurs la saison 1969-1970 et remporte le Championnat de Tchécoslovaquie de football et échoue avec son club en finale de la Coupe de Tchécoslovaquie. La saison 1970-1971 est tout l'opposé de la saison précédente ; le club prend la 6e place après une saison plus que brouillon, le club réagira et prendra la seconde place du championnat et échouera une nouvelle fois en finale de la coupe nationale. Le Slovan replonge une nouvelle fois et termine en 8e position lors de la saison 1972-1973. Mais le Slovan se fait pardonner de sa saison catastrophe en faisant lors de la saison 1973-1974 le doublé coupe-championnat.
À partir de 1974, Čapkovič dispute ses premiers matchs sous les couleurs de son pays.
Jozef remporte un troisième championnat de Tchécoslovaquie en 1974-1975, ce sera son dernier titre nationale après la défaite en finale de la coupe nationale en 1976.
Le plus grand accomplissement de la carrière de Čapkovič est sans aucun doute le titre de champion d'Europe lors de l'Euro 1976 remporté en finale contre la RFA aux tirs au but après un score de 2-2 après prolongation. Čapkovič est titulaire lors des demi et de la finale. Après ce titre, le défenseur tchécoslovaque termine sa carrière sans aucun titre et se retire en 1979.